# 奇倫紹夫齊市鎮

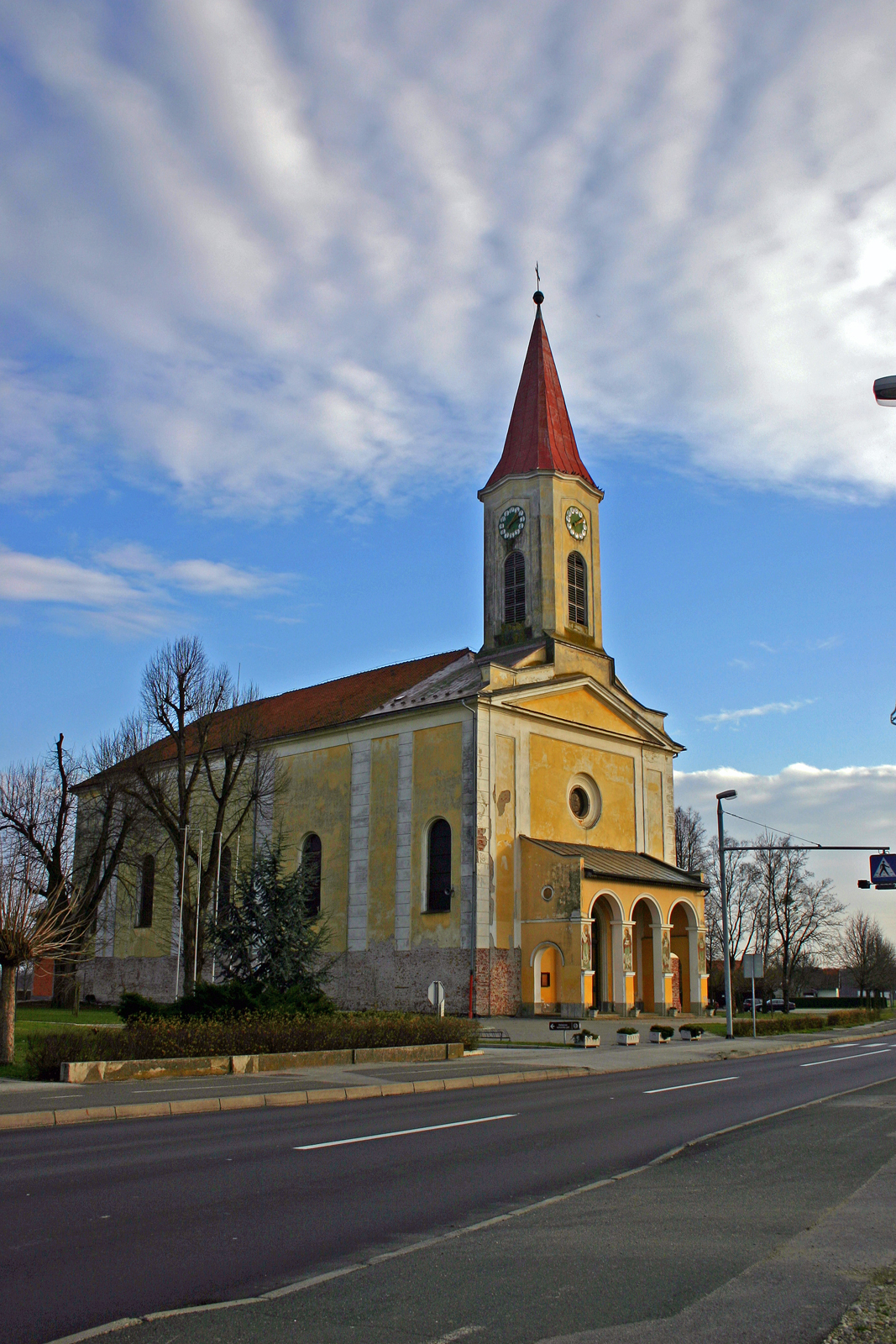

奇倫紹夫齊市鎮，是斯洛文尼亞東北部的一個市镇，行政中心为奇倫紹夫齊。距離馬里博爾約50公里，毗鄰與匈牙利接壤的邊境。市镇面積为33.7平方公里，2002年人口数量为4,080人。鎮上的教堂建於1860年。

## 外部連結
- 官方网站  （斯洛文尼亚文）
- Municipality of Črenšovci on Geopedia（页面存档备份，存于）